# Amos
Sveti Amos, starozavjetni prorok, pisac istoimene knjige.

## Životopis
Amos je bio pastir, stočar i poljoprivrednik rodom iz Tekoje, 12 km jugoistočno od Betlehema, u južnoj Judeji, a živio je u vrijeme izraelske pobjede nad Aramejcima i vladavine kralja Jeroboama. Pošto je to bilo doba koje je s jedne strane poticalo blještav sjaj, bogatstvo i idolopoklonstvo, a s druge strane siromašni ljudi bili su tlačeni i ubijani od poganskih jednoumnika, Jahve ga je pozvao kako bi upozorio Izraelce i vratio ih k njemu. Amos je vidio posijano sjeme propasti, a njegova proročanstva razotkrivala su nepravdu i licemjerje. Zbog njegove duboke vjere u Boga, bezbožnici i pogani vođeni Sotonom bičevali su ga i zabili željezne šiljke u sljepoočnice. Prema istočnim izvorima vođa napada bio je sin betelskog svećenika Amazijaha. Nakon ovog divljačkog napada odveli su ga u zavičaj gdje je preminuo 745. pr. Kr. Pokopan je u rodnoj Tekoji, gdje su sve do 12. st. pokazivali hodočasnicima njegov grob, a na tom mjestu još i danas postoje ruševine crkve koja je oko 300. g. podignuta njemu u čast.

## Amos u umjetnosti
Veliki umjetnici oduvijek su bili nadahnuti prorocima, a ni Amos nije bio iznimka. Čest je motiv u umjetnosti, pa je tako poslužio nepoznatom slikaru da ga ovjekovječi na najprofinjeniji način na krstionici u Parmi. U koru katedrale u Cefalu prikazan je u poodmakloj dobi. Neki ga umjetnici (npr. Jean Pucelle) prikazuju kao pastira sa stadom dok mu se iz visina javlja Svemogući Bog. U jednoj Bibliji, koja se čuva u Admontu u Štajerskoj, Amos je prikazan tijekom svog razgovora s Bogom. Njegova knjiga obiluje čudesnom svevremenošću, snažnom porukom, osuđivanjem idolopoklonstva i poganstva te beskonačnom vjerom u Jednoga i Jedinoga Boga, Jahvu.